# Voleibol en los Juegos Panafricanos de 2023
El Voleibol en los Juegos Panafricanos de 2023 se llevó a cabo del 12 al 23 de marzo en el Borteyman Sports Complex en Accra, Ghana.

## Resultados
| Evento    | Oro    | Plata | Bronce |
| --------- | ------ | ----- | ------ |
| Masculino | Egipto | Kenia | Ghana  |
| Femenino  | Egipto | Túnez | Kenia  |

## Medallero
| Núm. | País   | Oro | Plata | Bronce | Total |
| ---- | ------ | --- | ----- | ------ | ----- |
| 1    | Egipto | 2   | 0     | 0      | 2     |
| 2    | Kenia  | 0   | 1     | 0      | 1     |
| 2    | Túnez  | 0   | 1     | 0      | 1     |
| 4    | Ghana  | 0   | 0     | 1      | 1     |
| 4    | Kenia  | 0   | 0     | 1      | 1     |